# アイワイネット
アイワイネットとは、株式会社セブン&アイ・ホールディングスグループのスーパーマーケットイトーヨーカ堂が提供するネットスーパーである。

## 歴史
- 2001年3月1日、イトーヨーカ堂葛西店でデリバリー開始[1]。
- 2013年12月1日、医薬品取扱店舗を対象に、第2類医薬品（指定第2類医薬品を含む）の販売を開始（首都圏の7店舗は先行で同年11月28日より開始）[2]。
- 2015年3月8日、セブン&アイ・ホールディングスで初の試みとなるネットスーパー専用店舗として、ネットスーパー西日暮里店をオープン[3]。
- 2015年11月1日、セブン&アイ・ホールディングスの総合ECサイト「オムニ7」の開設に伴ってリニューアルし、これまでの「ネットスーパーID」に加え、セブンネットショッピングなどからの会員移行または新規に「オムニ7」に会員登録したユーザーでもネットスーパーの配達エリア内であれば利用可能となる。